# Hilcote
Hilcote – wieś w Anglii, w hrabstwie Derbyshire, w dystrykcie Bolsover. Leży 26 km na północny wschód od miasta Derby i 197 km na północny zachód od Londynu. Miejscowość liczy 350 mieszkańców.